# Юмото Сін'їті
Юмото Сін'іті  (яп. 湯元進一, нар. 4 грудня 1984) — японський борець, олімпійський медаліст, чемпіон Азії.
Брат-близнюк бронзового призера літніх Олімпійських ігор 2008 року Юмото Кен'їті.

## Виступи на Олімпіадах
| Олімпіада   | Дисципліна                | Місце |
| ----------- | ------------------------- | ----- |
| Лондон 2012 | вільна боротьба, до 55 кг | 3     |